# Furacão do Dia do Trabalho de 1935
O furacão do Dia do Trabalho de 1935 foi o ciclone tropical mais forte da temporada de furacões no oceano Atlântico de 1935. Tem sido um dos mais intensos dos que têm tocado terra nos Estados Unidos e o primeiro dos três furacões de categoria 5 que têm açoitado este país durante o século XX, sendo os outros o Furacão Camille em 1969 e o Furacão Andrew em 1992. Depois de ter-se gerado como uma débil tempestade tropical ao leste das Bahamas a 29 de agosto de 1935, avançou lentamente para o oeste, se convertendo em furacão a 1 de setembro, intensificando rapidamente a sua potência antes de golpear a parte norte das Florida Keys a 2 de setembro. Após tocar terra em seu pico de intensidade, seguiu ao noroeste ao longo da costa oeste da Flórida, e debilitado anteriormente a terra para perto de Cedar Keys a 4 de setembro.
O furacão causou graves danos na zona norte das Florida Keys, vendo-se toda a região afectada por uma forte marejada, com ondas dentre 4 e 9 metros aproximadamente. Por causa dos fortes ventos a maioria dos edifícios na zona de Islamorada ficaram destruídos. As linhas ferroviárias da Key West Flórida viram-se gravemente danificadas ou destruídas. O furacão também causou danos a seu passo pelo noroeste da Flórida, Geórgia e as Carolinas. Calcula-se que ao todo morreram mais de 400 pessoas. Este furacão iguala o recorde com o Furacão Dorian por ter sido o furacão mais potente que tenha golpeado os Estados Unidos quanto a pressão barométrica.
| Furacões que fizeram landfall mais intensos no Atlântico Intensidade é medida apenas pela pressão central | Furacões que fizeram landfall mais intensos no Atlântico Intensidade é medida apenas pela pressão central | Furacões que fizeram landfall mais intensos no Atlântico Intensidade é medida apenas pela pressão central | Furacões que fizeram landfall mais intensos no Atlântico Intensidade é medida apenas pela pressão central |
| Posição                                                                                                   | Furacão                                                                                                   | Temporada                                                                                                 | Pressão de landfall                                                                                       |
| --- | --- | --- | --- |
| 1 | "Dia do Trabalho"                                                                                         | 1935 | 892 mbar (hPa)                                                                                            |
| 2 | Camille                                                                                                   | 1969 | 900 mbar (hPa)                                                                                            |
| 2 | Gilbert                                                                                                   | 1988 | 900 mbar (hPa)                                                                                            |
| 4 | Dean | 2007 | 905 mbar (hPa)                                                                                            |
| 5 | "Cuba" | 1924 | 910 mbar (hPa)                                                                                            |
| 5 | Dorian | 2019 | 910 mbar (hPa)                                                                                            |
| 7 | Janet | 1955 | 914 mbar (hPa)                                                                                            |
| 7 | Irma | 2017 | 914 mbar (hPa)                                                                                            |
| 9 | "Cuba" | 1932 | 918 mbar (hPa)                                                                                            |
| 10 | Michael                                                                                                   | 2018 | 919 mbar (hPa)                                                                                            |
| Fontes: HURDAT, AOML/HRD, NHC                                                                             | | | |